# Phoenix andamanensis
Phoenix andamanensis är en enhjärtbladig växtart som beskrevs av S.Barrow. Phoenix andamanensis ingår i släktet Phoenix och familjen Arecaceae.
Artens utbredningsområde är Andamanerna. Inga underarter finns listade i Catalogue of Life.